# Barrière des Vertus
Barrière des Vertus byla brána městského opevnění v Paříži. Nacházela se v prostoru mezi současnými bulváry Villette a Chapelle na úrovni Rue du Château-Landon v 10. obvodu. Její název (brána ctností) je odvozen od zázračného obrazu Panny Marie, který se nacházel v kostele Notre-Dame-des-Vertus v Aubervilliers.

## Historie
Bránou se vstupovalo do města ulicí Rue des Vertus (dnešní Rue d'Aubervilliers), která tvořila hranici mezi obcemi La Villette a La Chapelle. Jednalo se o bránu postavenou v 18. století v hradbách Fermiers généraux, které sloužily ke kontrole akcízu za zboží dováženého do Paříže.
V roce 1838 byla brána opravena, ale roku 1853 je již zmiňována jako zazděná.

## Popis
Jednalo se o patrovou budovu se čtvercovým půdorysem. Průčelí zdobily čtyři mohutné dórské sloupy s frontonem.